# Anacamptomyia pruinosa
Anacamptomyia pruinosa là một loài ruồi trong họ Tachinidae.